# 船谷純矢
船谷 純矢（ふなたに じゅんや ）は日本の映画監督、テレビドラマディレクター。多数のテレビドラマ・映画の演出部として、現場に携わる。2014年には、短編映画「峠」を監督。第13回小津安二郎記念蓼科高原映画祭・短編映画コンクールグランプリ受賞。

## 主な監督作品

### 映画
- 峠 (2014年)

### 連続ドラマ
- ドクターカー（2016年 日本テレビ）　監督
- 忠臣蔵の恋〜四十八人目の忠臣〜（2017年 NHK） 演出
- 大奥ワンダーランド関口千恵物語（2018年 NHK）演出
- 癒されたい男（2019年 テレビ東京）監督
- ヴィレヴァン! ―名古屋が生んだ奇跡のギリギリな物語―（2019年 メーテレ）監督
- 歌舞伎町弁護人 凛花（2019年 BSテレ東）監督
- 少年寅次郎（2019年 NHK）演出
- ヴィレヴァン2! 〜七人のお侍編〜（2020年 メーテレ）監督
- 取り立て屋ハニーズ （2021年 ひかりTV・dtvチャンネル）演出
- スイートリベンジ （2021年 フジテレビ・FOD）演出
- 部長と社畜の恋はもどかしい（2022年 テレビ東京）監督
- 部長と社畜の結婚はもどかしい（2022年 Paravi）監督
- プリズム（2022年 NHK）演出
- つまらない住宅地のすべての家（2022年 NHK）演出
- 育休刑事（2023年 NHK）演出
- あきない世傳 金と銀（2023年 NHK BS・NHK BSプレミアム4K）演出
- おいち不思議がたり（2024年 NHK BS・NHK BSプレミアム4K）演出
- あきない世傳 金と銀2 （2025年 NHK BS・NHK BSプレミアム4K）演出

### 舞台
- 女優I (2017年) 作・演出